# 佐藤ギン子
佐藤 ギン子（さとう ギンこ、1934年7月6日 - 2023年12月9日）は、日本の労働官僚、外交官、実業家。駐ケニア特命全権大使、証券取引等監視委員会委員長を務めた。 

## 人物
1958年に東京大学教養学部卒業後、労働省入省。婦人局長などを務めたのち、ケニア大使になった。
女性労働協会会長、女性労働協会名誉会長、銀行等保有株式取得機構運営委員、国際教育振興会理事、日立製作所取締役、東京大学女子卒業生同窓会さつき会会員、ヘルシーソサエティ賞審査委員会委員などの要職を歴任した。夫は元通産官僚で日本ガス機器検査協会理事長などを務めた佐藤満秋。

### 年表
- 1958年 - 労働省入省
  - 労政局、労働基準局
- 1963年 - コーネル大学大学院留学
  - ロンドン大学大学院留学[4]
- 1977年4月 - 労働基準局家内労働室長
- 1978年7月 - 婦人少年局婦人課長
- 1979年7月 - 婦人少年局婦人労働課長
- 1984年7月 - 大臣官房国際労働課長
- 1985年6月 - 大臣官房総務審議官
- 1986年1月 - 婦人局長[5]
- 1991年-1995年 - 駐ケニア大使
- 1998年-2001年 - 証券取引等監視委員会委員長
- 2001年 - 女性労働協会会長
- 2003年 - 日立製作所取締役
- 2005年 - NHK情報公開・個人情報保護審議委員会委員
- 2012年 - 瑞宝重光章受章[6]
- 2023年 - 老衰のため死去、89歳[1]。

## 著作

### 著書
- 『私のアフリカ大陸発見 女性大使の見聞録』（21世紀職業財団、1995年）

### 論文等
- 「男女雇用機会均等法の5年」（労務行政研究所、1990年）